# Samuel Kobia
Samuel Kobia (né le 20 mars 1947 à Meru, Kenya) est un pasteur méthodiste kényan, il a été secrétaire général du Conseil œcuménique des Églises (COE) de 2004 à 2009.

## Famille et formation
Samuel Kobia étudie au St Paul’s United Theological College, au Kenya, puis aux États-Unis au McCormick Theological Seminary de l'Église presbytérienne à Chicago et en 1978 au Massachusetts Institute of Technology à Cambridge.
Samuel Kobia est marié et a quatre enfants.

## Carrière
De 1978 à 1984, Samuel Kobia est secrétaire exécutif de la Mission rurale et urbaine du COE, et secrétaire du Groupe de travail du COE pour l'Afrique. Il s'engage ensuite au Conseil national des Églises du Kenya, d'abord concernant les projets de développement, puis en qualité de secrétaire général de 1987 à 1993. Durant cette période il est engagé dans la Commission du Programme de lutte contre le racisme du COE (1984-1991), participe aux pourparlers de paix au Soudan (1991), et préside le Groupe national d'observation des élections au Kenya (1992).
De 1993 à 1999, Samuel Kobia est directeur exécutif de l'unité « Justice, paix et création » du COE. En 2000, il est chercheur et chargé de cours à la Faculté de théologie de l'université Harvard. Puis jusqu'à fin 2002, il est directeur du secteur « Étude et action » du COE. En 2003, il est directeur et représentant spécial pour l'Afrique du COE.
Samuel Kobia est membre du comité de soutien de la Coordination internationale pour la décennie pour la promotion d'une culture de la non-violence et de la paix au profit des enfants du monde (2001–2010).
Samuel Kobia est élu secrétaire général du Conseil œcuménique des Églises en août 2003, et prend ses fonctions en janvier 2004. Il doit faire face à des critiques. En particulier, le doctorat mentionné dans une première version de son CV provenait d'une institution non accréditée. Il annonce lors de la rencontre du Comité central du COE, en février 2008, qu'il renonce à demander la reconduction de son mandat (qui prend fin en décembre 2008). Il restera finalement une année de plus, jusqu'à fin 2009.

## Distinctions
Samuel Kobia est professeur honoris causa de l'université de Buenos Aires (2004). Au Kenya, il a reçu le prix œcuménique national et a été nommé chancelier de l'université Saint-Paul de Limuru près de Nairobi (2007).

### Sources
- (en) Cet article est partiellement ou en totalité issu de l’article de Wikipédia en anglais intitulé « Samuel Kobia » (voir la liste des auteurs).